# Échangeur de Cronenbourg
 (juin 2025).
Motif : Pas de sources. Voir Discussion:Échangeur de Shimukappu/Admissibilité.
- Archive Wikiwix
- Bing
- Cairn
- DuckDuckGo
- E. Universalis
- Gallica
- Google
- G. Books
- G. News
- G. Scholar
- Persée
- Qwant
- (zh) Baidu
- (ru) Yandex
- (wd) trouver des œuvres sur Wikidata

| 1. | Préciser le motif de la pose du bandeau. | Précisez le motif de la pose du bandeau en utilisant la syntaxe suivante : {{admissibilité à vérifier\|date=juin 2025\|motif=remplacez ce texte par le motif}}                                |
| 2. | Informer les utilisateurs concernés.     | Pensez à avertir le créateur de l'article, par exemple, en insérant le code ci-dessous sur sa page de discussion : {{subst:avertissement admissibilité à vérifier\|Échangeur de Cronenbourg}} |

L'Échangeur de Cronenbourg ou échangeur du Wacken est un échangeur autoroutier situé au nord de Strasbourg en Alsace. L'échangeur permet une connexion entre les autoroutes A4, A35 et A350 et la desserte du nord-ouest de l'agglomération strasbourgeoise.

## Axes concernés
- l'A 4 : vers Metz et Paris ;
- l'A 35 : vers Colmar ;
- l'A 350 : vers le quartier de Wacken et Schiltigheim ;
- la rue du Marché Gare (RD 41) : vers le quartier de Cronenbourg.

## Dessertes
- Place des Halles
- Gare de Strasbourg-Cronenbourg
- Marché Gare
- Dépôt de la Compagnie des transports Strasbourgeois
- Cimetière ouest
- Institutions européennes par l'A350
- Avenue des Vosges